# نورمن کریک
نرمن کریک (به انگلیسی: Norman Creek) بازیکن فوتبال زادهٔ ۱۲ ژانویه ۱۸۹۸ اهل انگلستان بود که سابقهٔ بازی در تیم ملی فوتبال انگلستان را در کارنامهٔ خود دارد. وی در تاریخ ۱۰ مه ۱۹۲۳ تنها بازی ملی خود را در مقابل تیم ملی فوتبال فرانسه انجام داد.